# Dennis Rådström
Dennis Rådström, född 11 december 1995, är en svensk professionell rallyförare från Torsby som tävlar i ERC. 
Rådström har tidigare tävlat i junior-VM i WRC, JWRC. Han kom tvåa i JWRC-deltävlingen i Polen 2017, och följde upp med att vinna två deltävlingar 2018 när han vann i både Rally Sweden och Rally Portugal.

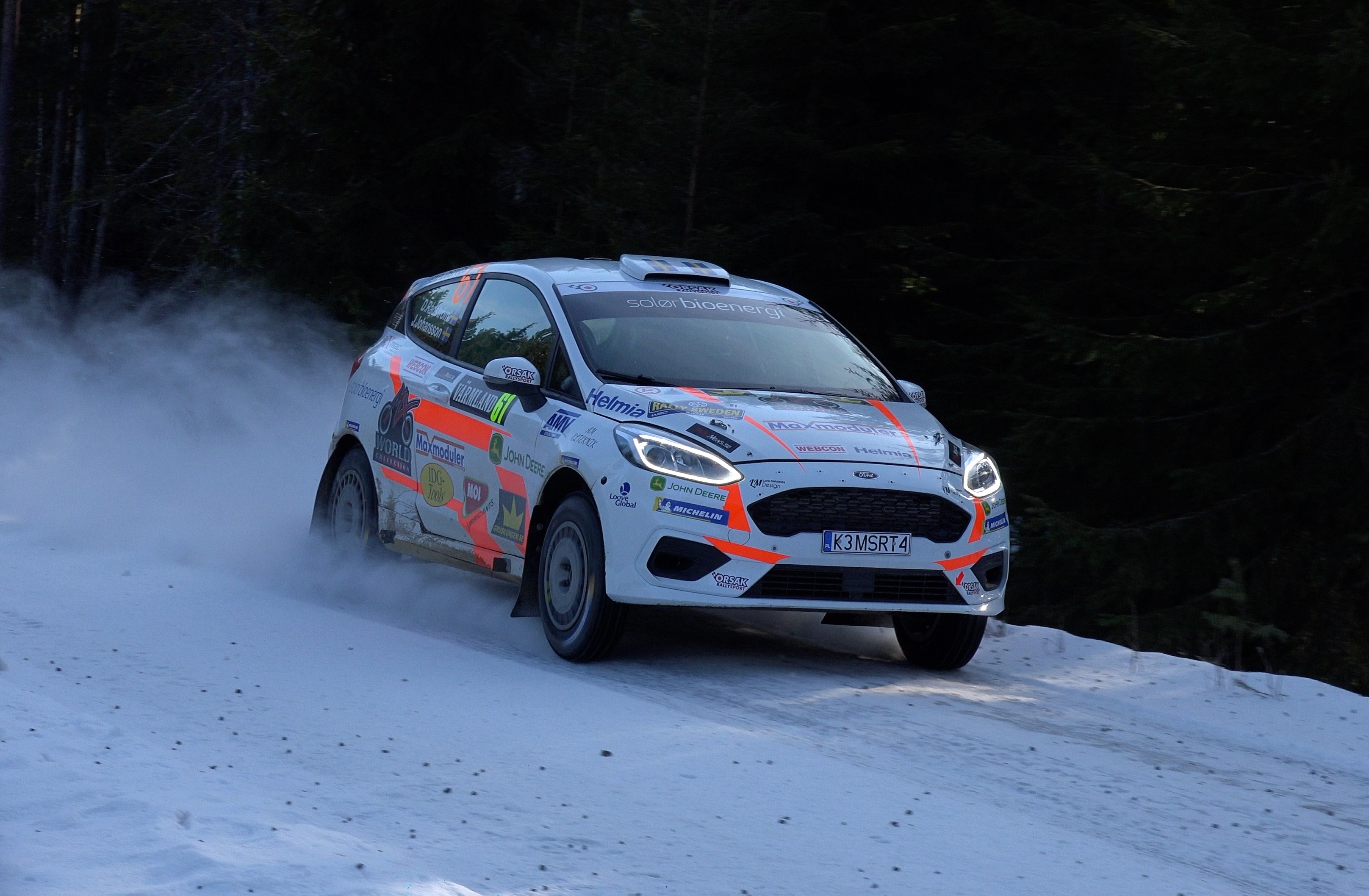
Rådström i Rally Sweden 2020.

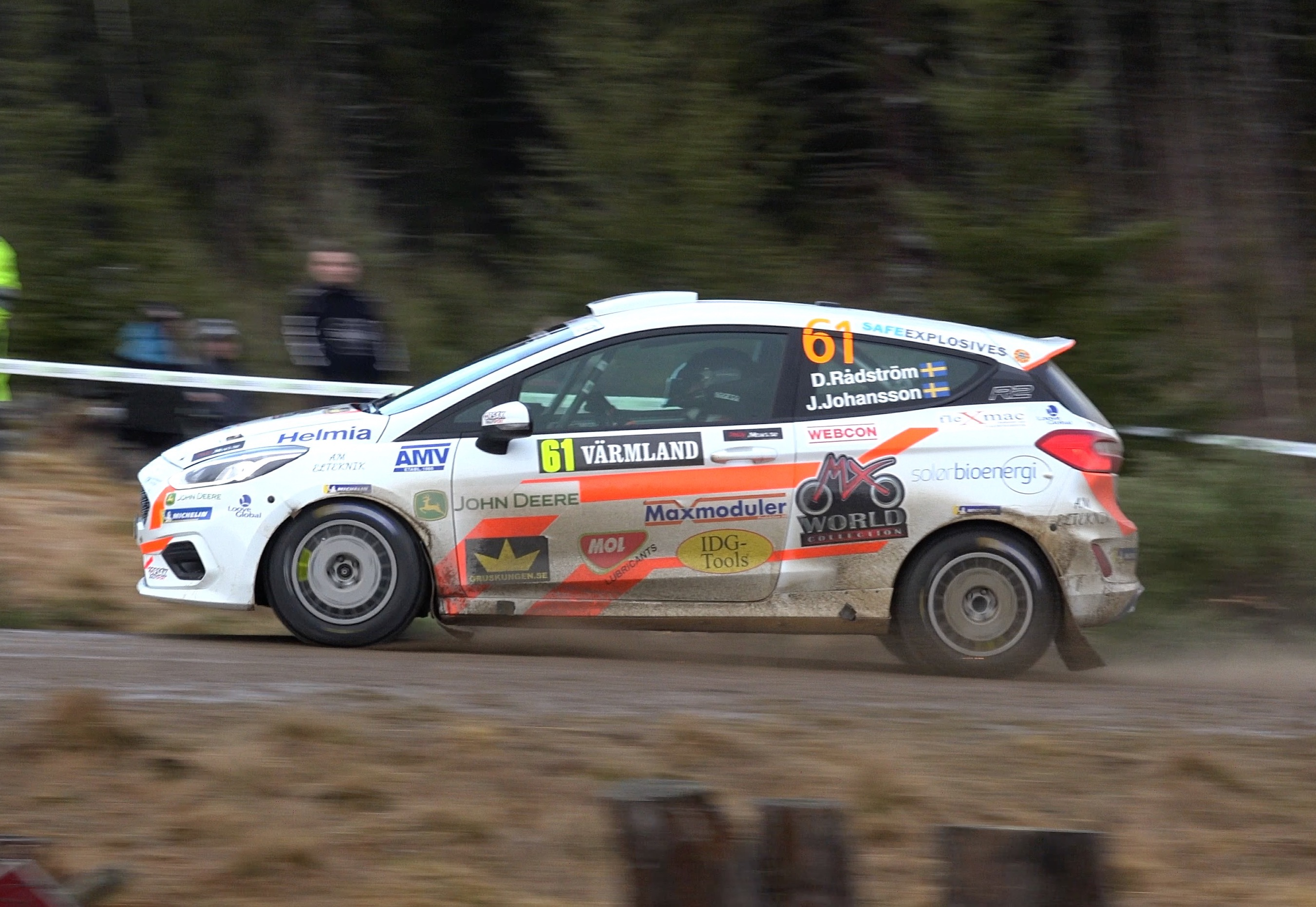
Rådström i Rally Sweden 2020.

 Han tog silver i JWRC 2018, efter Emil Bergkvist som vann.

## Privatliv
Dennis Rådström är inte släkt med tidigare rallyföraren Thomas Rådström.